# Forni Avoltri
Forni Avoltri es una localidad y comune italiana de la provincia de Udine, región de Friuli-Venecia Julia, con 667 habitantes.

## Evolución demográfica
| Gráfica de evolución demográfica de Forni Avoltri entre 1861 y 2001 |
|                                                                     |
| Fuente ISTAT - elaboración gráfica de Wikipedia                     |